# Liu Xiaodong
Liu Xiaodong (né en 1963, province du Liaoning, en Chine du Nord) est un peintre et photographe chinois contemporain de renommée internationale. Il est considéré comme l'une des figures centrales de la « Nouvelle Génération » du Réalisme chinois contemporain, et selon une terminologie voisine comme l'un des peintres néoréalistes chinois. Il se démarque nettement du réalisme-socialiste chinois, dérivé du réalisme socialiste soviétique. Il est marié à une autre peintre néo-réaliste: Yu Hong (née en 1966).
En 1995 Liu Xiaodong est nommé professeur au département de peinture à l’huile de l’institut des arts plastiques de l'Académie centrale des beaux-arts de Pékin.

## Démarche de Liu Xiaodong
Selon l'approche qu'en donne la Lisson Gallery qui le représente, Liu Xiaodong est un « peintre de la vie moderne », pour reprendre la formule de Baudelaire. En effet ses toiles de grand format semblent une forme de peinture d'histoire tournée vers le monde qui émerge aujourd'hui : déplacements de populations, crises environnementales et bouleversements économiques. Le critique, Jérôme Sans  considère la démarche de l'artiste, c'est-à-dire tout ce qui participe à la production, quelles qu'en soient la nature ou le format, par cette formule « C'est en véritable ethnologue que Liu Xiaodong arpente le monde et les communautés qu'il aborde, capturant à chaque fois des moments de grâce [...] Sa production, rare, fonctionne par séries, chacune étant articulée autour d'une problématique sociétale. » Et il évoque les tableaux, « résultats d'un long processus d'investigation, d'observation, de réflexion sur le terrain », dont la trace manifeste, exposée parmi les tableaux, consiste en un journal, fait de « photographies, dessins, croquis, remarques, témoignages, sensations, informations ». Ce processus créatif le rapproche du cinéma néo-réaliste italien durant la seconde guerre mondiale, avec des acteurs non-professionnels jouant leur quotidien ou d'un photographe documentaire, comme August Sander ou Walker Evans pour lesquels les portraiturés sont les acteurs de la mise en scène de leur propre vie. La peinture sera ensuite saisie par le regard comme elle aura été peinte, dans l'instant, sans que l'on puisse se perdre dans le détail. 
Lors de la rétrospective de 2018, un film réalisé selon le concept de l’artiste se concentre sur la relation mutuelle entre l’artiste et ses modèles, projeté parallèlement aux peintures, qui capturent les impressions immédiates du lieu.
Concernant les lieux et les communautés dépeintes, et les films qui documentent son travail, l'artiste fait des choix qui éclairent l'ensemble de sa démarche et en précisent la cohérence. Le cinéaste Jia Zhangke a présenté à la Mostra de Venise de 2006 un film documentaire sur Liu Xiaodong intitulé Dong. Liu Xiaodong y est suivi lors des réalisations de deux projets en 2006 : The Three Gorges Project où il peint des ouvriers lors la construction du barrage des Trois-Gorges, et Hot Bed où il peint des jeunes femmes immigrées à Bangkok depuis la campagne, dans l'espoir d'y trouver une vie meilleure. Les différents moments de la conception et de la réalisation des peintures de Liu Xiaodong sont l'objet du Hotan Project de 2012, une exposition associée à des conférences et discussions par le commissaire Hou Hanru. Dans ce projet l'artiste documente la vie des mineurs ouïghours prospectant le jade dans un ancien lit de la rivière Hotan à l'Ouest du Xinjiang. Hou Hanru signale que ces prospecteurs affluent de toute la région dans une quête de richesse fondée sur le mythe de l'ancienne richesse tirée du jade le plus prisé autrefois en Chine, alors que la réalité du marché du jade repose plus aujourd'hui sur des jades de moins bonne qualité et de provenances bien éloignées de cette région. 
En termes de peinture, il est considéré comme un des plus influents peintres chinois des deux dernières décennies, Liu Xiaodong est aussi considéré comme l'une des figures centrales de la « Nouvelle Génération » du Réalisme chinois contemporain. Il a été aussi parfois assimilé au style (international) de peinture contemporaine néoréaliste, « héritier » d'une peinture réaliste-socialiste dont il a altéré la signification à tel point que sa démarche est considérée comme étant aux antipodes du style institutionnel d'inspiration soviétique enseigné à l'Académie centrale des beaux-arts de Pékin. En effet sa touche picturale - il peint à l'huile - est libre, non soumise aux détails du motif, voire déliée, non fondue, avec de larges zones non peintes, et quasi-informe ou « feuilletée ». Son travail porte subtilement mais avec force sur les convergences profondes entre questions sociales et environnementales dans notre vie contemporaine. Peignant des gens du peuple et des scènes quotidiennes de la vie, apparemment anodines, il leur confère de manière imperceptible une capacité à suggérer et à faire allusion.
Dans la série de photographies Childhood Friends Getting Fat : Photographs of Liu Xiaodong. 2007-2014  Liu Xiaodong a documenté sa visite au peintre néoréaliste américain Eric Fischl et à leur visite commune à l'atelier de Jackson Pollock en 2013.

## Hotan Project
Le sujet de cet ensemble consiste dans une documentation réaliste de la vie des mineurs de jade à Hotan, aux marges du désert du Taklamakan (Xinjiang), en 2012.
La méthode de l'artiste apparait clairement dans l'ouvrage qui documente le travail de Liu Xiaodong soutenu par le Today Art Museum. Le projet a pu aboutir dans une collaboration collective, sur les lieux de la réalisation et de l'exposition, avec le commissaire de l'exposition, Hou Hanru, le co-commissaire, Ou Ning, le photographe et opérateur de prise de vue, Yang Bo, et son équipe, ainsi que l'équipe technique à laquelle le frère de l'artiste a participé pour la conception de l'atelier de campagne.
L'ensemble des réalisations de l'artiste comporte un journal, des dessins, des peintures à l'huile sur toile de différents formats dont certaines sont conçues comme des ensembles de deux à quatre toiles, enfin des tirages photographiques partiellement repeints (54 x 41 cm. environ). Le film réalisé par Wang Bo et son équipe est présenté en parallèle à l'exposition de Lu Xiaodong et documente le travail réalisé à Hotan. L'exposition à Urumqi a été présentée en dehors du lieu d'exposition collective et a donné lieu à des entretiens en public.
Le journal relate au quotidien le voyage et la vie à Hotan, les rencontres et discussions, les observations des lieux et des personnes que l'artiste peint, la vie des mineurs. Les peintures sont réalisées sur place, dans le décor et avec la lumière réelle, le plus souvent avec une très grande célérité. Les photographies prises sur place, dans l'action, en témoignent. Le journal évoque aussi les modèles comme des acteurs (dans un film) mais dont les peintures, dessins et photographies peintes témoignent de leur vie, saisie au plus proche, comme un reportage pourrait le faire. L'artiste se pose, à ce propos des questions éthiques lorsqu'il envisage, en raison des conditions météo, de poursuivre les peintures après avoir quitté les lieux, dans un atelier improvisé à Urumqi. Le vent violent et chargé de poussière de lœss jaune a contraint de réaliser un abri temporaire, dans lequel les toiles sont entreposées et duquel l'artiste peint en direct les scènes situées dans une carrière à ciel ouvert où travaillent les mineurs de jade. En dehors de ce cas exceptionnel les peintures sont réalisées en plein air. Mais des peintures sont réalisées en atelier. C'est dans ce contexte qu'il a décidé d'utiliser des épreuves photographiques sur lesquelles il élimine au pinceau les détails inutiles. La sélection de ces détails qui ne servent en rien la peinture lui apparait comme une opération excitante et nouvelle.
Plusieurs éléments de types économiques, sociaux et politiques apparaissent dans le journal. Les œuvres se situent dans ce contexte. Le projet s'est déroulé pendant la période du 5 juillet, qui correspond à la commémoration d'une révolte des Ouïghours, en 2009. La recherche du jade dans cette région a été relancée lors des Jeux olympiques d'été de 2008, lorsqu'il a été décidé de réaliser les médailles en jade. Les mineurs sont au bas de la pyramide du commerce du jade. La vie au contact de ces Ouïghours est agréable à l'artiste, en particulier dans les restaurants où il les compare aux Chinois Han : [Les Ouïghours] sont très civilisés. À propos du comportement des policiers Han à l'égard des Ouïghours l'artiste écrit : Je pense que j'aimerai parler avec ce monde  (celui des Ouïghours]. Han Han, as-tu atteint le résultat que tu voulais ? Ces allusions discrètes aux questions sociales et politiques transparaissent dans le choix des sujets et dans la forme avec laquelle les scènes sont cadrées (angle de prise de vue, champ), peintes ou dessinées.
L'ensemble le plus important (le plus vaste) dans l'exposition a donné lieu à plusieurs titres. Initialement conçu comme Face, dos, gauche, droite il est devenu, finalement, Nord, Sud, Est, Ouest ; avec cette remarque que « trouver le Nord », est l'expression de ce qui est essentiel dans la vie, dans la langue ouïghour comme dans d'autres.  Avec le choix ultime de ce titre et les réflexions portées dans son journal, l'artiste semble offrir par son travail des moyens pour se repérer dans l'espace de la réalité, en particulier la réalité envisagée sous l'angle social et politique.

## Expositions individuelles
2018: Slow Homecoming, première rétrospective mondiale; curateur Heinz-Norbert Jocks  : Kunsthalle Düsseldorf & NRW-Forum Düsseldorf, Düsseldorf, Allemagne, (catalogue)
2015 : Liu Xiaodong. Painting as shooting, curateur Jérôme Sans, Faurschou Foundation in Venice, Fondation Giorgio Cini, île de San Giorgio Maggiore. 08.05 - 02.08 2015, Venise. (brochure)
2014 : Childhood Friends Getting Fat. Moving Image of Liu Xiaodong : 1984-2014. Chief curator: Ai Min. Minsheng Art Museum, Shanghai. (catalogue)
2012 :
- Hotan Project, Xinjiang Art Center, Urumqi et Today Art Museum, Pékin
- Kunsthaus Graz, Autriche

2010 : Ullens Center for Contemporary Art, Pékin 
... 
2006 : 
- The Three Gorges Project : Paintings by Liu Xiaodong, Asian Art Museum, San Francisco. (catalogue)
- The Three Gorges Project : Paintings by Liu Xiaodong, Tang Gallery, Bangkok, Thaïlande.
- Hot Bed - a painting project by Liu Xiaodong, Tang Gallery, Bangkok, Thaïlande. (catalogue)

2005 : My Childhood friends are getting fat, Galerie Loft, Paris.
2004 :
- Three Gorges: Displaced Population  &  Three Gorges: Newly Displaced Population , Chinablue Gallery & CAAW, Pékin
- Bunker Art Show, Bunker Museum of Contemporary Art. Jinmen, Taïwan.

2003 : Liu Xiao Dong, Eslite Gallery, Taïwan. 
2002 : Liu Xiao Dong, Art Center of Donghai University, Taïwan 
2001 : Liu Xiao Dong, Galerie Loft, Paris
2000 :
- Liu Xiaodong 1990-2000, Museum of Central Institute of Fine Arts, Pékin
- Liu Xiao Dong and His Time, LIMN Gallery, San Francisco

1990 : Liu Xiao Dong, Gallery of Central Institute of Fine Arts, Pékin

## Expositions collectives
2006 : Sydney Biennale, Sydney, Australie. 
2005 :
- History of River-The Chinese Oil Painting Exhibition in New Era, Art Museum of China, Pékin, Chine.
- 2th Beijing Biennial Art Exhibition, Art Museum of China, Pékin, Chine.
- Wang Guangle, Yin Chaoyang, Men Xinxi, Xia Xiaowan, Liu Xiaodong Art Show, Art 110 Gallery, Pékin, Chine.
- The Wall-Reshaping Contemporary Chinese Art, Millennium Art Museum, Pékin, Chine.
- Mahjong-Contemporary Chinese Art from the Sigg Collection, Bern Museum, Suisse.
- The 2th Chinese Art Triennial, Nanjing, Chine.
- Contemporary Art from Greater China, Goedhuis Contemporary, New York, E.U.; Londres, Grande-Bretagne.
- Regeneration—Contemporary Chinese Art from China and the U.S., Arizona State University, Tempe, E.U..

2004 :
- Regeneration: Contemporary Chinese Art from China and the US, Samek Art Gallery, Bucknell University, E.U..
- Dreaming of the Dragon’s Nation-Contemporary Art Exhibition from China, Irish Museum of Modern Art, Irlande.
- Feel Memory, Yibo Gallery, Shanghai, Chine.

2003 :
- Premières lueurs sur l'Orient-L' aventure de la peinture chinoise au XXe siècle, Palais de la Porte Dorée, Paris, France.
- Alors, la Chine ?, Centre Pompidou, Paris, France.

## Études et profession
- 1988 Bachelor of Fine Arts, peinture à l'huile. Académie centrale des Beaux Arts (CAFA). Pékin[25].
- 1995 Master of Fine Arts, peinture à l'huile. Académie centrale des Beaux Arts, Pékin.
- 1998-1999 Études à l'Académie des Beaux Arts de l'Université complutense de Madrid[25].
- Vit et travaille à Pékin (en 2015)[26].
- Depuis 1995 Professeur à l'Académie centrale des Beaux Arts (CAFA). Pékin[9].